# História de Malta

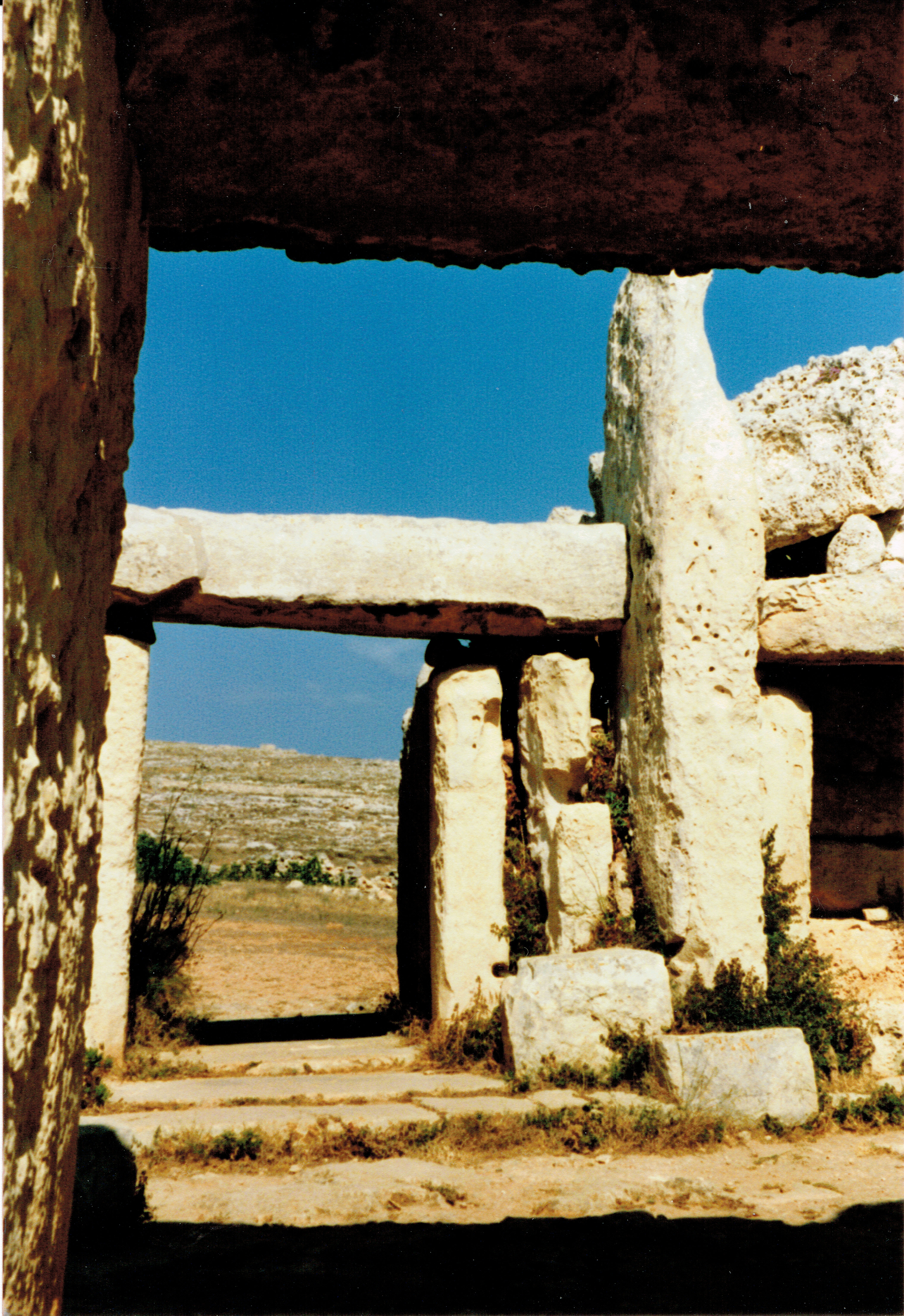
Templo neolítico de Mnajdra.

A ilha de Malta, assim como outras ilhas do Mediterrâneo, tem uma rica história e passou por muitas invasões e domínios desde a pré-história até à idade contemporânea.
Os gregos, o Império Romano, os árabes, os cruzados, os exércitos de Napoleão Bonaparte e a Grã-Bretanha deixaram suas marcas nesse local, antes que a independência viesse, já no século XX.

## Pré-história
Malta está habitada desde cerca de 5200 a.C., durante o Neolítico. Os primeiros achados arqueológicos datam aproximadamente de 3800 a.C. Existiu nas ilhas uma civilização pré-histórica megalítica (Mnajdra, Ggantija, Tarxien e Gozo), com templos e decorações esculpidas que evocam a deusa mãe (Patrimônio da Humanidade, 1980). Os agricultores neolíticos viveram sobretudo em cavernas e produziram uma cerâmica similar à encontrada na Sicília. Entre 2400 e 2000 a.C., desenvolveu-se um elaborado culto aos mortos, possivelmente influenciado pelas culturas das ilhas Cíclades e de Micenas (idade do bronze). Essa cultura foi destruída por uma invasão, provavelmente vinda do sul da Península Itálica.

## Antiguidade
Por volta do ano 1000 a.C., as ilhas converteram-se em um posto fenício, tendo a ilha principal sido batizada de Malat, que significa refúgio seguro. Em 736 a.C., foram ocupadas pelos gregos e posteriormente passaram a ser domínio dos cartagineses (400 a.C.). Em 218 a.C. foi anexada pelos romanos, quando recebeu o nome de Melita. Segundo o livro Atos dos Apóstolos, no ano 60 da era cristã, São Paulo naufragou e chegou à costa maltesa, onde promoveu a conversão de seus habitantes. A partir desta data, os malteses aderiram ao Cristianismo e permanecem-lhe fiéis até hoje.

## Idade Média
Com a divisão do Império Romano em 395 d.C., a zona leste da ilha foi cedida ao domínio de Constantinopla (Império Romano do Oriente). O Império Bizantino controlou-a até 870, quando foi conquistada pelos árabes muçulmanos, que influenciaram seu idioma e cultura, convertendo-a ao islamismo. A influência árabe pode ser encontrada na moderna língua maltesa, uma língua fortemente romanizada que originalmente deriva do árabe vernacular.
Em 1090, o conde Rogério I da Sicília conquistou Malta e submeteu-a ao domínio do Reino da Sicília até ao século XVI. Foi nesta época que foi criada a nobreza maltesa. Esta ainda permanece hoje em dia, e há 32 títulos que ainda são usados, sendo o mais antigo: Barões de Djar il Bniet e Buqana. Após a conquista pelos normandos da Sicília, Malta voltou a ser cristã. Depois de ser anexada ao reino da Sicília, Malta foi recuperada por forças muçulmanas. Em 1245, Federico II de Hohenstaufen expulsou os árabes e em 1266 as ilhas, junto com a Sicília, passaram ao domínio de Carlos I de Anjou, que as cedeu em 1283 a Pedro III de Aragão.
Caindo em mãos dos reinos espanhóis de Aragão e Castela, foi submetida então à Espanha. Em 1518, sob o império de Carlos V, foi concedida aos cavaleiros de Rodes.....................

## Idade Moderna
Em 1530, as ilhas foram cedidas pela Espanha à Ordem Hospitalar de São João de Jerusalém - uma ordem religiosa e militar pertencente à Igreja Católica -, que tinham sido expulsos de Rodes pelo Império Otomano, com a condição de que lutassem contra o avanço otomano. Esta ordem monástica militante, hoje conhecida como "Ordem de Malta", foi sitiada pelos turcos otomanos em 1565, após o que acrescentaram as fortificações, especialmente na nova cidade de Valetta. Os Cavaleiros de São João de Jerusalém governaram as ilhas até o século XIX.

## Idade Contemporânea

Bandeira de Malta.

Em 1798, Napoleão Bonaparte invadiu e tomou Malta. Em 1800, quando o comandante francês, o general Claude-Henri Belgrand de Vaubois, se rendeu, a Grã-Bretanha instalou-se na ilha e a transformou em base estratégica, que teve importância vital durante a Segunda Guerra Mundial em 1940-1943. O país foi apresentado por vários líderes malteses a Sir Alexander Ball.
Em 1814, como parte do Tratado de Paris, Malta tornou-se oficialmente parte do Império Britânico como colônia e passou a ser usada como porto de escala e quartel-geral da frota até meados da década de 1930. Malta desempenhou um papel importante durante a Segunda Guerra Mundial devido à sua proximidade às linhas de navegação do Eixo e a coragem do seu povo, que resistiu ao assédio de alemães e italianos, levou à atribuição da George Cross, que hoje pode ser vista na bandeira do país.

## A independência
O arquipélago passou a ser autonomamente governado em 1947. A vida política é marcada pela alternância no poder de trabalhistas (especialmente Dom Mintoff, primeiro-ministro de 1955 a 1958 e de 1971 a 1984, e Carmelo Mifsud Bonnici, primeiro-ministro de 1984 a 1987) e de nacionalistas (com Eddie Fenech-Adami, primeiro-ministro de 1987 a 1996, depois de 1998 a 2004, e presidente após 2004, e Lawrence Gonzi, primeiro-ministro depois de 2004).
Em 1955, Dominic Mintoff (Dom Mintoff), líder do Partido Trabalhista de Malta (PTM), tornou-se no primeiro-ministro. Em 1956, o PTM propôs uma nova integração no Reino Unido, proposta que viria a ser aceite em referendo, mas com a oposição do Partido Conservador, liderado por Giorgio Borg Olivier. Em 1959 revogaram a autonomia, mas voltaram a restaurá-la em 1962. Em 21 de Setembro de 1964, Malta se tornou totalmente independente e se converteu em membro das Nações Unidas. A altura, aderiu à Commonwealth e celebrou uma aliança com o Reino Unido de ajuda económica e militar. Segundo a constituição de 1964, Malta manteve como soberano a rainha Elizabeth II, e um governador-geral exercia autoridade executiva em seu nome.
De 1964 a 1971, Malta foi governada pelo Partido Nacionalista. Adotou, em 13 de Dezembro de 1974, o regime republicano dentro da Commonwealth, com o Presidente como chefe de estado.
Embora Malta seja inteiramente independente desde 1964, os serviços britânicos permaneceram no país e mantiveram um controle total sobre os portos, aeroporto, correios, rádio e televisão. Em 1979, Malta rompeu a aliança com o Reino Unido e os britânicos evacuaram sua base militar, pondo fim a 179 anos de presença na ilha. Isso aconteceu depois de o governo britânico se ter recusado a pagar uma renda mais elevada do que era pretendido pelo governo maltês da altura (trabalhista) para permitir que as forças britânicas permanecessem no país. O primeiro-ministro era, então, Dominic Mintoff. Malta ficou nesse momento livre de bases militares estrangeiras pela primeira vez na história. Este acontecimento é hoje celebrado como o "Dia da Liberdade".
Em 1976, o Partido Trabalhista regressou ao Poder, mas com uma maioria reduzida. Desenvolveu uma política de amizade com a China e com a Líbia. A década de 1970 caracterizou-se pelo enfraquecimento das relações com o Ocidente e pela aproximação com os regimes comunistas. Em 1984, Mintoff retirou-se e foi substituído por Mifsud Bonnici, novo líder do seu partido. A política de aproximação com os regimes comunistas sofreu mudança substancial em 1985, com o estabelecimento de um acordo com a Comunidade Econômica Europeia.

### A adesão à União Europeia

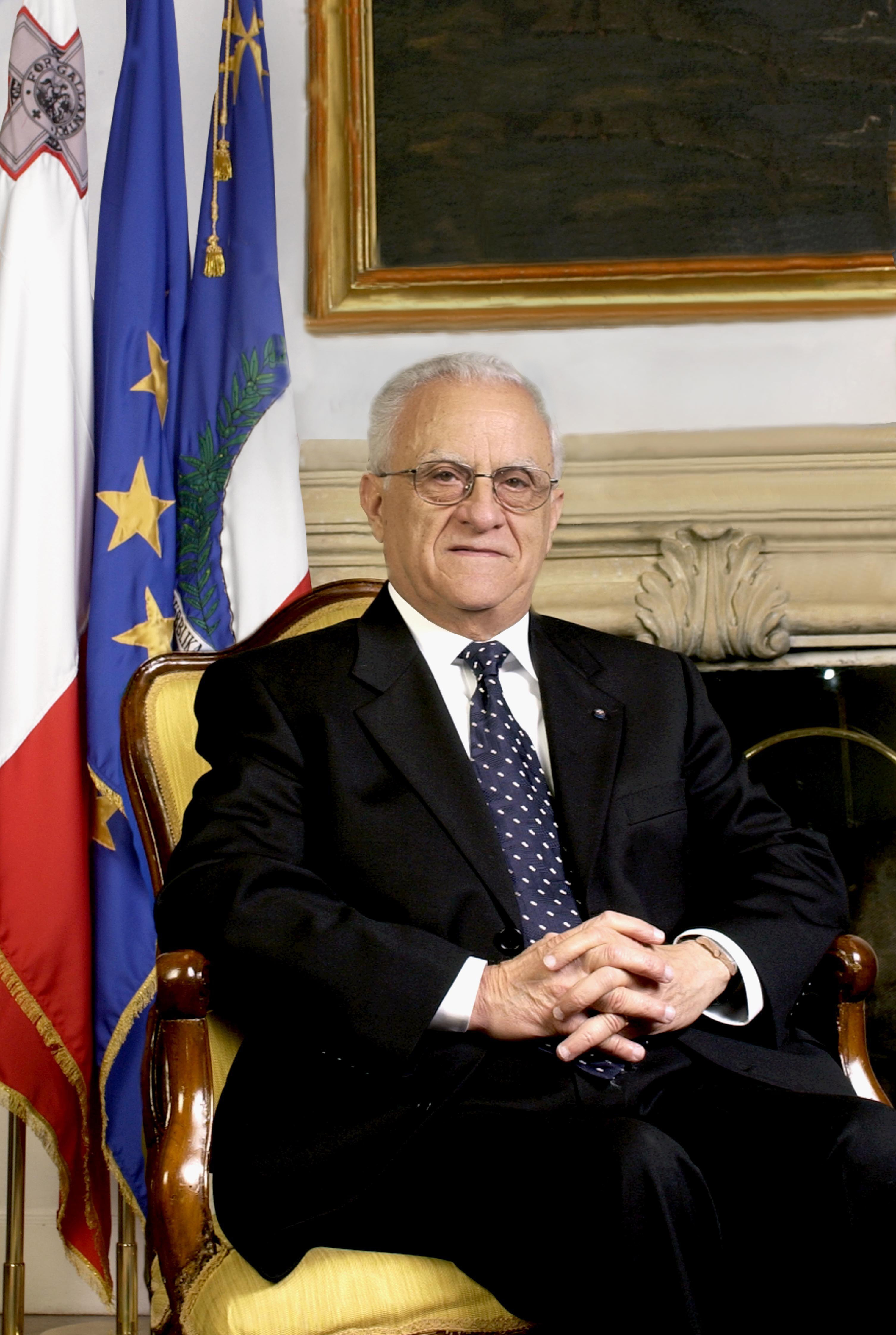
Edward Fenech Adami.

Em 1987, o Partido Nacionalista, mais voltado para o Ocidente e com uma política de aproximação à União Europeia, venceu as eleições para a Câmara de Representantes, pondo fim a 16 anos de domínio do Partido Trabalhista. Edward Fenech Adami foi eleito primeiro-ministro. Em Dezembro de 1989, Malta foi o local escolhido para um encontro entre o presidente dos Estados Unidos, George Bush, e o presidente da ex-União Soviética, Mikhail Gorbachev. Em Outubro de 1990, o país solicitou formalmente a adesão à União Europeia. Nas eleições de 1992, os nacionalistas derrotaram novamente seus opositores. A política governamental continuou a ser de liberalização, e foram realizadas diversas reformas de ordem econômica, com vistas a tornar o país um membro da União Europeia. O arquipélago está incluído no grupo de 10 países que no dia 1 de maio de 2004 integrou formalmente a União Europeia.